# محمد المكشر
محمد المكشر (مواليد 25 مايو 1975) هو لاعب كرة قدم. يلعب مع منتخب تونس لكرة القدم. سبق له أن لعب في كأس العالم لكرة القدم مع منتخب بلاده.

## روابط خارجية
- محمد المكشر على موقع الاتحاد الدولي (مؤرشف)  (الإنجليزية)
- محمد المكشر على موقع قاعدة بيانات كرة القدم.إي يو (الإنجليزية)
- محمد المكشر على موقع ناشيونال فوتبول تيمز (الإنجليزية)
- محمد المكشر على موقع عالم كرة القدم.نت (الإنجليزية)
- محمد المكشر على موقع أوليمبيديا (الإنجليزية)